# The Kraft Heinz Company

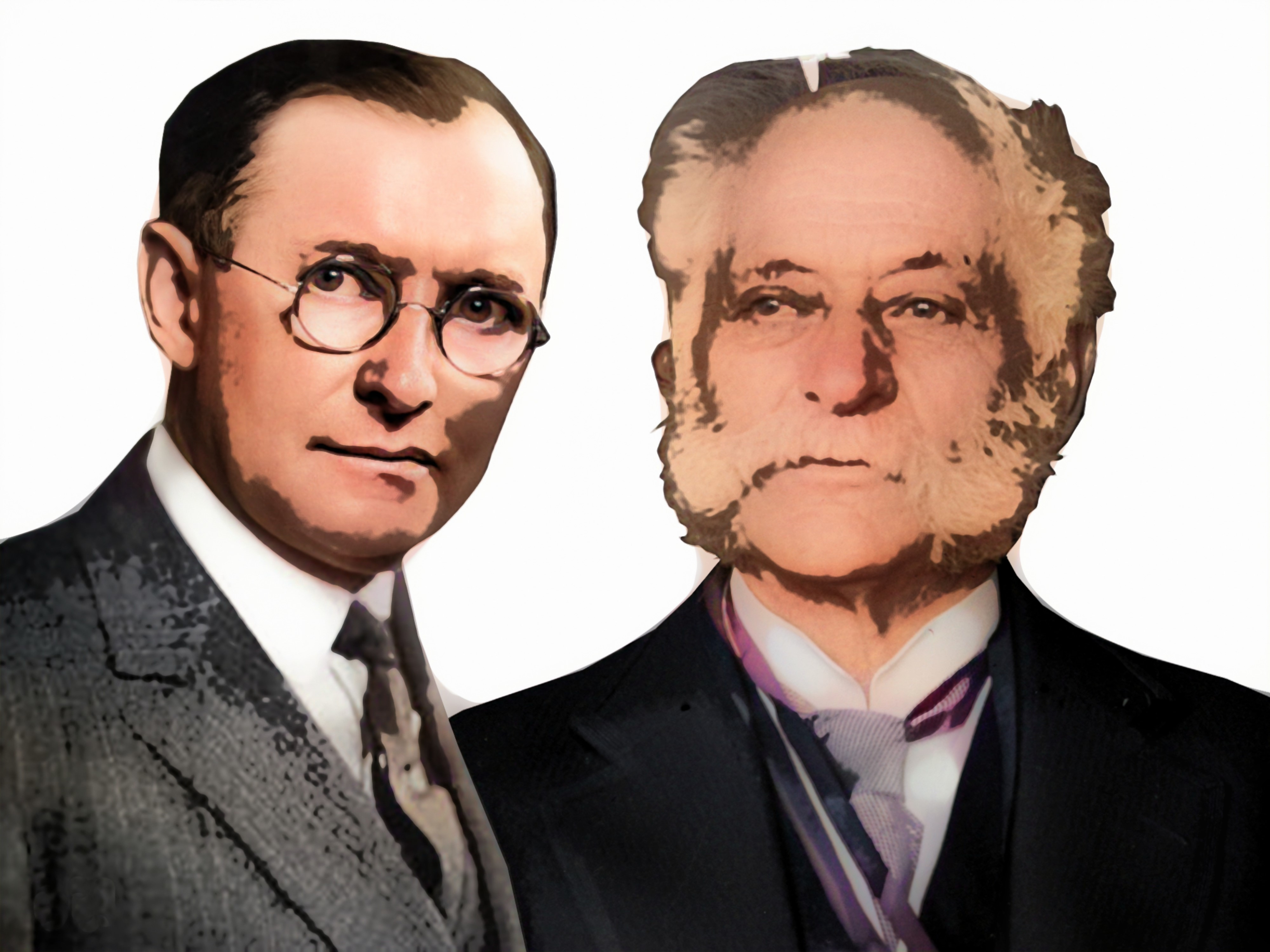
Illustrierte Porträts von James Lewis Kraft und Henry John Heinz, die Gründer der Ursprungsunternehmen, die 2015 zur The Kraft Heinz Company fusionierten.

The Kraft Heinz Company, kurz Kraft Heinz, ist ein US-amerikanischer börsennotierter Lebensmittelkonzern, der im Jahr 2015 aus der Fusion der Kraft Foods Group und der H. J. Heinz Company entstand. Das Unternehmen hat seinen Doppelsitz in Chicago und Pittsburgh.
Kraft Heinz ist nach eigenen Angaben der fünftgrößte Lebensmittelproduzent der Welt.

## Geschichte
Der Konzern entstand 2015 aus einer Fusion der US-amerikanischen Lebensmittelhersteller Kraft Foods Group und H. J. Heinz Company. Die Kraft Foods Group war 2012 durch eine Aufspaltung des Konzerns Kraft Foods Inc. in zwei Unternehmen entstanden: Mondelēz International Inc. und Kraft Foods Group Inc. Kraft Foods Inc. war ein Nachfolger des 1903 von James Lewis Kraft in Chicago gegründeten Unternehmens. Die H. J. Heinz Company geht auf das 1869 von Henry John Heinz gegründete Unternehmen zurück.

### Geschichte von Kraft
Die Unternehmensgeschichte von Kraft begann im Jahr 1903, als der Farmerssohn James Lewis Kraft – ein Enkel deutscher Auswanderer – in Chicago mit einem Startkapital von 65 US-Dollar einen Käsehandel aufbaute.
Am 30. Oktober 1988 stimmten die Kraft-Hauptaktionäre dem Angebot des Konzerns Philip Morris (später Altria Group) zum Verkauf ihrer Aktien zu. Der Kaufpreis summierte sich auf 13,1 Milliarden US-Dollar, was zu diesem Zeitpunkt eine der größten Akquisitionen in den USA bedeutete. Getätigt wurde der Kauf im Dezember 1988 für einen Betrag von 12,9 Milliarden US-Dollar. Im März 1989 fusionierten Kraft, Inc. und General Foods zu einer Firma, der Kraft General Foods, Inc. Ein Jahr später übernahm der Mutterkonzern den Schokoladenhersteller und Kaffeeröster Jacobs Suchard.
1995 wurde das Unternehmen in Kraft Foods, Inc. umbenannt. Von 2000 bis 2010 wuchs das Unternehmen vor allem in den Bereichen Snacks und Süßwaren, unter anderem mit dem Kauf von Nabisco (2000), der Danone-Kekssparte (2007) und von Cadbury (2010).

### Geschichte von Heinz

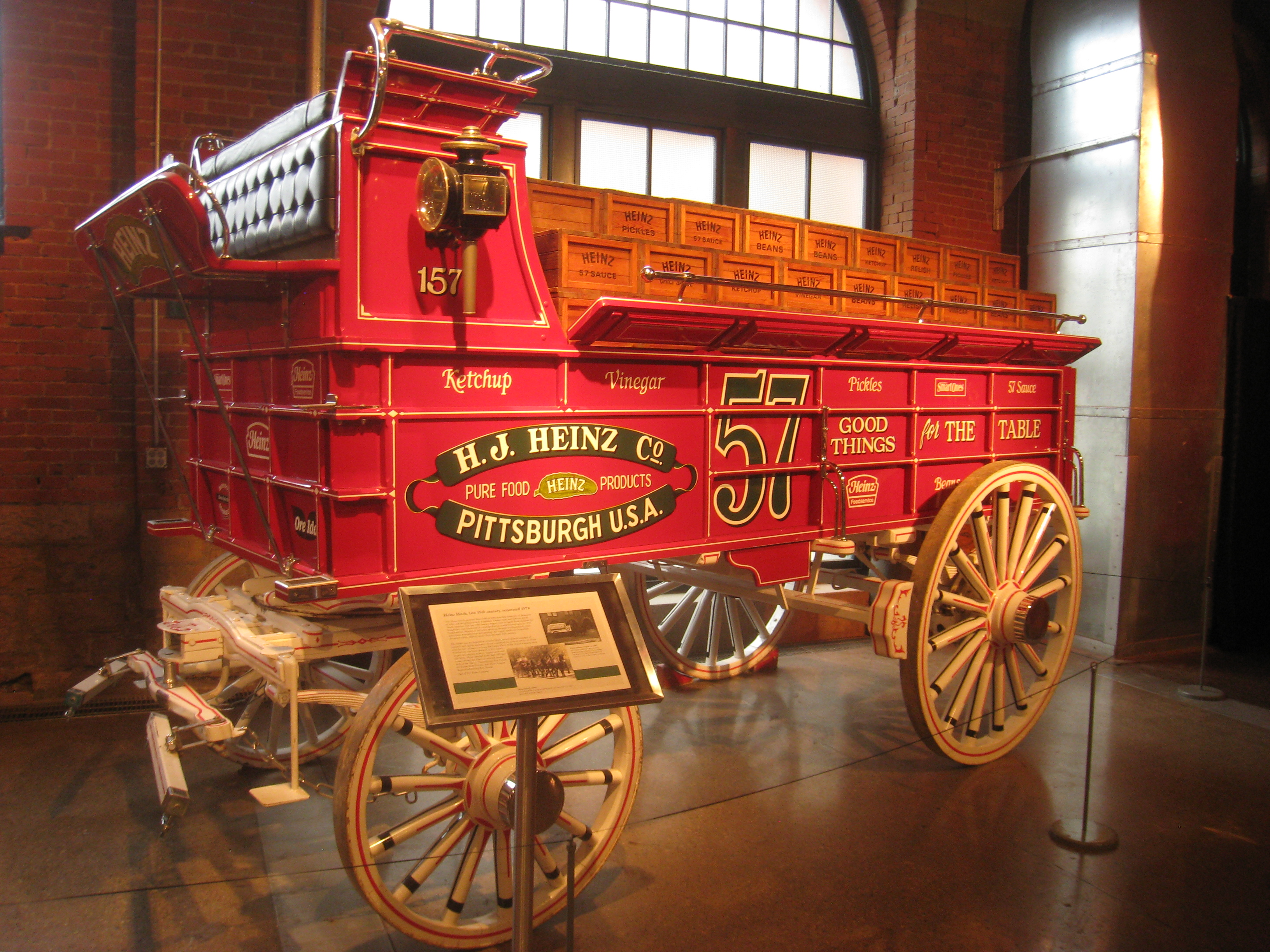
Historisches Auslieferungsfahrzeug

Unternehmenslogo von Kraft Foods bis 2012

Die Unternehmensgeschichte von Heinz begann im Jahr 1869, als Henry John Heinz – ein Sohn deutscher Auswanderer aus Kallstadt – in Sharpsburg (Pennsylvania) das Unternehmen Heinz, Noble & Company gründete, das bereits 1875 bankrottging. 1876 gründete er die F. & J. Heinz Company, gemeinsam mit seinem Bruder John und seinem Cousin Frederick, die er 1888 auszahlte. Ab dann hieß das Unternehmen H. J. Heinz Company.
Der erste Ketchup wurde im Jahr 1876 entwickelt und noch als Catsup vermarktet, daraus wurde später der Heinz Tomato Ketchup, das bekannteste Produkt des Unternehmens. 1886 wurde der seither benutzte Werbeslogan der 57 Varieties eingeführt. 1886 begann das Unternehmen, seine Produkte auch in Großbritannien zu verkaufen. 1907 produzierte Heinz bereits 13 Millionen Flaschen Ketchup pro Jahr. H. J. Heinz vertrieb bis in die 2010er-Jahre mehrere tausend Produkte unter mehr als 150 Marken. Am 14. Februar 2013 wurde bekannt, dass Heinz von Warren Buffetts Unternehmen Berkshire Hathaway und dem Finanzinvestor 3G Capital übernommen werden sollte. 
Der Kaufpreis lag bei 28 Milliarden US-Dollar.

### Fusion von Kraft Foods und Heinz im Jahr 2015
Im März 2015 wurden die Pläne der Fusion der beiden Unternehmen mit Hilfe der Investoren 3G Capital und Berkshire Hathaway bekannt. 
Die Fusion wurde am 2. Juli 2015 abgeschlossen.
Stand Juli 2025 hält Berkshire Hathaway 27,25 Prozent der Aktien von Kraft Heinz.

### Geschichte des neuen Unternehmens
Im Februar 2017 machte Kraft Heinz ein Übernahmeangebot über 143 Milliarden US-Dollar für den britisch-niederländischen Konsumgüterhersteller Unilever, der dieses jedoch ablehnte.
Im September 2020 teilte Kraft Heinz mit, einen Großteil seiner Käsemarken an den französischen Konzern Lactalis zu verkaufen, darunter die Marken Breakstone’s, Knudsen, Polly-O, Athenos, Hoffman’s sowie (nur außerhalb der USA und Kanada) die Marke Cheez Whiz. 
Der Deal in der Höhe von 3,2 Milliarden US-Dollar sollte im ersten Halbjahr 2021 abgeschlossen sein. 
Im März 2021 wurde bekannt, dass Jorge Paulo Lemann den Verwaltungsrat verlässt. Im Dezember 2021 wurde die Übernahme des Düsseldorfer Gewürz-Start-Up Just Spices durch The Kraft Heinz Company bekannt.

## Marken
Insgesamt werden über 200 Marken produziert und vertrieben. 
Die bekanntesten Marken des Unternehmens sind Kraft (v. a. Mayonnaise und Salatcreme), Heinz (Tomatenketchup) und Bull's Eye (Saucen).